# Chiapilla
Chiapilla är en kommunhuvudort i Mexiko.   Den ligger i kommunen Chiapilla och delstaten Chiapas, i den sydöstra delen av landet, 800 km öster om huvudstaden Mexico City. Chiapilla ligger 543 meter över havet och antalet invånare är 3 809.
Terrängen runt Chiapilla är varierad. Runt Chiapilla är det ganska glesbefolkat, med 30 invånare per kvadratkilometer. Närmaste större samhälle är San Cristóbal de las Casas, 19,9 km norr om Chiapilla. Omgivningarna runt Chiapilla är en mosaik av jordbruksmark och naturlig växtlighet.